# Риззотти, Дженнифер
Дженнифер Мэри Риззотти (англ. Jennifer Marie Rizzotti; род. 15 мая 1974 года в Уайт-Плейнс, Нью-Йорк, США) — американская профессиональная баскетболистка, выступавшая в женской национальной баскетбольной ассоциации. Была выбрана на драфте ВНБА 1999 года в четвёртом раунде под сорок восьмым номером клубом «Хьюстон Кометс». Играла на позиции разыгрывающего защитника. Ещё во время игровой карьеры возглавила тренерский штаб команды NCAA «Хартфорд Хокс». В настоящее время является главным тренером студенческой команды «Джордж Вашингтон Колониалс».

## Ранние годы
Дженнифер родилась 15 мая 1974 года в городе Уайт-Плейнс (Нью-Йорк) в семье Тома и Кэрол Риззотти, а выросла она немного восточнее, в городе Нью-Фэрфилд (Коннектикут), где посещала одноимённую среднюю школу, в которой выступала за местную баскетбольную команду.